# Divinolândia de Minas
Divinolândia de Minas – miasto i gmina w Brazylii, w stanie Minas Gerais. Znajduje się w mikroregionie Guanhães.